# 舞台「ARGONAVIS the Live Stage2 〜目醒めの王者と恒星のプログレス〜」
『舞台「ARGONAVIS the Live Stage2 〜目醒めの王者と恒星のプログレス〜」』（ぶたい アルゴナビス ザ ライブ ステージトゥー めざめのおうじゃとこうせいのプログレス）は、from ARGONAVISの映像作品。2023年6月28日に発売された。CDには里塚賢汰のソロ歌唱楽曲「STORM」と、書き下ろし楽曲「Killer Stage」を収録。

## 収録曲
Blu-ray Disc1
- 本編映像

Blu-ray Disc2
- 全景映像
- 終演後インタビュー 

CD
1. STORM
  - 作詞・作曲・編曲：渡辺拓也
  - 歌：里塚賢汰 from GYROAXIA

2. Killer Stage
  - 作詞・作曲・編曲：UYKADO
  - 歌：GYROAXIA